# Наталі Ґайзенберґер
Наталі Ґайзенберґер (нім. Natalie Geisenberger; 5 лютого 1988, Мюнхен, Німеччина) — німецька саночниця, яка виступає в санному спорті на професіональному рівні з 2006 року, шестикратна олімпійська чемпіонка. 
Була дебютантом національної команди, як учасник зимових Олімпійських ігор в 2010 році в одиночних змаганнях.  2008 року на чемпіонаті світу в Обергофі посіла друге місце, а уже в 2009 році в Лейк-Плесіді завоювала ще одну срібну та одну золоту медалі.
На Олімпіаді в Сочі, Олімпіаді в Пхьончхані та Олімпіаді в Пекіні Наталі виборола золоті олімпійські медалі у змаганнях на одиночних санях та в естафетах.